# Charles Marie de La Condamine
Charles Marie de La Condamine, francoski raziskovalec, geograf in matematik, * 28. januar 1701, Pariz, Francija, † 4. februar 1774, Pariz.
Deset let je raziskoval na ozemlju sedanjega Ekvadorja, kjer se je ukvarjal z meritvami dolžine stopinje zemljepisne širine na ekvatorju in izdelavo prvega zemljevida porečja Amazonke na podlagi astro-geodetskih opazovanj. Prispeval je tudi k delu L'Encyclopédie.